# Liste der Baudenkmäler in Ettal

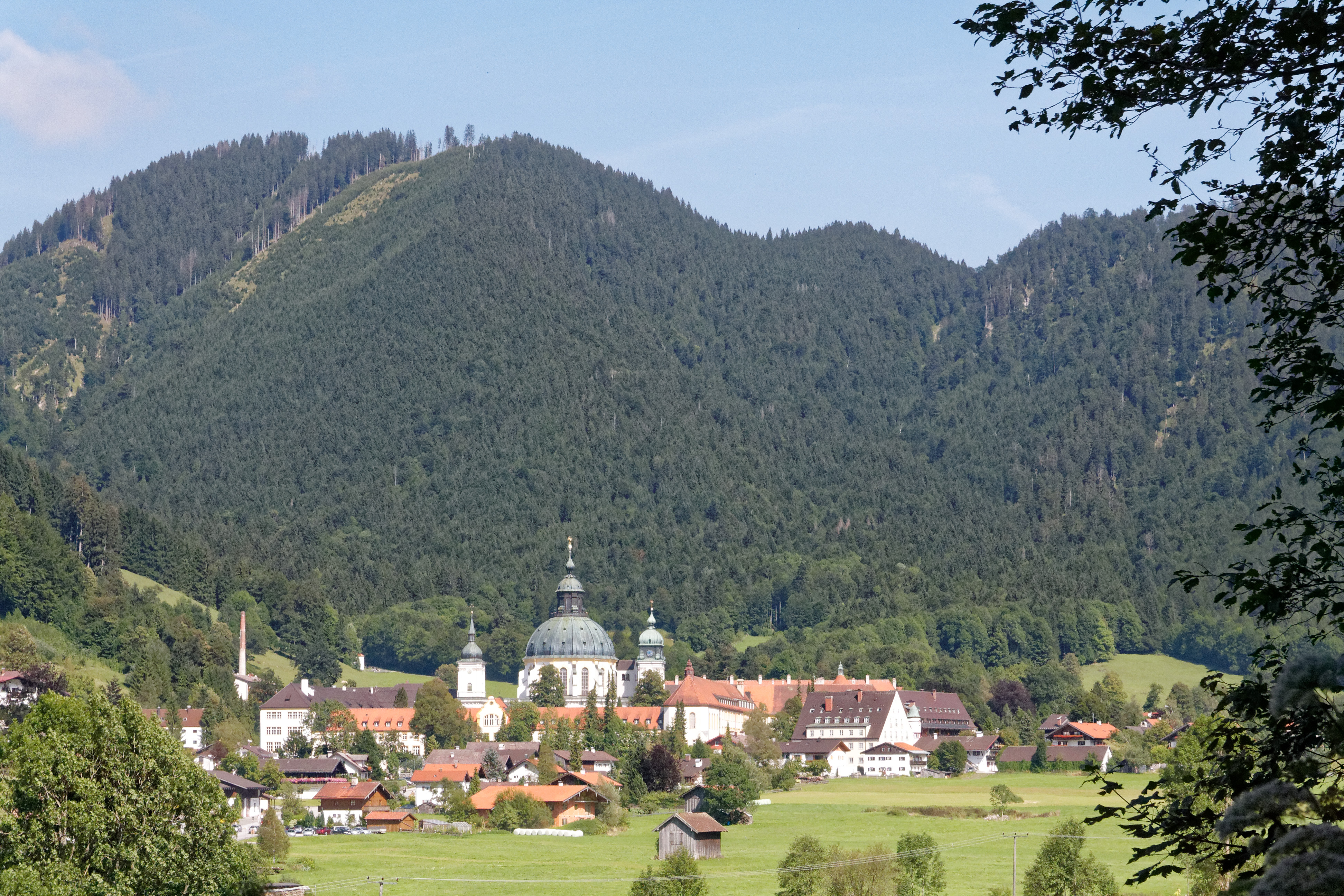
Blick auf Ettal

Auf dieser Seite sind die Baudenkmäler in der oberbayerischen Gemeinde Ettal zusammengestellt. Diese Tabelle ist eine Teilliste der Liste der Baudenkmäler in Bayern. Grundlage ist die Bayerische Denkmalliste, die auf Basis des Bayerischen Denkmalschutzgesetzes vom 1. Oktober 1973 erstmals erstellt wurde und seither durch das Bayerische Landesamt für Denkmalpflege geführt wird. Die folgenden Angaben ersetzen nicht die rechtsverbindliche Auskunft der Denkmalschutzbehörde.

## Baudenkmäler nach Gemeindeteilen

### Ettal
| Lage                                | Objekt                                     | Beschreibung | Akten-Nr.              | Bild                                   |
| ----------------------------------- | ------------------------------------------ | --- | ---------------------- | -------------------------------------- |
| Ammergauer Straße 32 (Standort)     | Ehemaliges Bauernhaus                      | zweigeschossiger teilweiser verputzter Blockbau mit Flachsatteldach und verschaltem Giebelfeld, im Kern 18. Jahrhundert. | D-1-80-115-1 Wikidata  | weitere Bilder                         |
| Ammergauer Straße 35 (Standort)     | Wohnhaus                                   | ehemalige Johann-Nepomuk-Kapelle, zweigeschossiger ovaler Zentralbau mit Scharschindeldach und Putzgliederung, 1. Hälfte 18. Jahrhundert. | D-1-80-115-2 Wikidata  | weitere Bilder                         |
| Ettaler Mühle 1 (Standort)          | Ettaler Mühle                              | zweigeschossiger barocker Halbwalmdachbau, bezeichnet 1701. | D-1-80-115-3           | weitere Bilder                         |
| Nähe Kaiser-Ludwig-Platz (Standort) | Kriegerdenkmal                             | bayerischer Löwe auf hohem Postament, mit Relief des sterbenden Soldaten und zwei Brunnenschalen, Muschelkalkstein, nach einem Entwurf von Georg Schreyögg, 1923. | D-1-80-115-29          | weitere Bilder                         |
| Kaiser-Ludwig-Platz 1 (Standort)    | Kloster Ettal                              | Klosterkirche mit Teilen der Klosteranlage, im Kern spätmittelalterliche Anlage mit barocken, neuzeitlichen und modernen Veränderungen | D-1-80-115-4 Wikidata  | weitere Bilder                         |
| Kloster Ettal (Standort)            | Mariä Himmelfahrt                          | Katholische Kloster-, Pfarr- und Wallfahrtskirche, hoher zentraler Kuppelraum mit querovaler Chorkapelle und konvex-konkaver Doppelturmfassade, 1370 geweiht, Zentralbau im Kern 1. Hälfte 14. Jahrhundert und Ende 15. Jahrhundert, ab 1710 Fassade und Chor von Enrico Zuccalli, Kuppel nach Brand 1744 von Joseph Schmuzer, Fassadenausbau 1890–1901, Nordturm 1853/54, Südturm 1906/07; mit Ausstattung | D-1-80-115-4 zugehörig | weitere Bilder                         |
| Kloster Ettal (Standort)            | Konventgebäude                             | drei- bzw. viergeschossige Vierflügelanlage in barocken Formen, Teilabbrüche im 19. Jahrhundert, 1904 Wiederaufbau und Umbau durch Max Ostenrieder, Bibliothek, im Osten an Kirche anschließend, 1714 von Enrico Zuccalli | D-1-80-115-4 zugehörig | weitere Bilder                         |
| Kloster Ettal (Standort)            | Westlicher Klosterhof                      | zwei- bzw. dreigeschossige Vierflügelanlage in barocken Formen, 1753 erbaut, Teilabbrüche im 19. Jahrhundert, 1912 Wiederaufbau und Umbau durch Max Ostenrieder | D-1-80-115-4 zugehörig | weitere Bilder                         |
| Kaiser-Ludwig-Platz 2 (Standort)    | Wohn- und Geschäftshaus                    | zweigeschossiger Flachsatteldachbau mit Giebelluken, im Kern 1. Hälfte 18. Jahrhundert, stark verändert | D-1-80-115-6 Wikidata  | weitere Bilder                         |
| Kaiser-Ludwig-Platz 3 (Standort)    | Ehemaliges Bauernhaus                      | zweigeschossiger Flachsatteldachbau mit Lauben und östlichem Zierbund, modern bezeichnet 1805. | D-1-80-115-7 Wikidata  | weitere Bilder                         |
| Kaiser-Ludwig-Platz 4 (Standort)    | Wohnteil eines ehemaligen Bauernhauses     | Flachsatteldachbau mit verputztem Blockbau-Obergeschoss, 18. Jahrhundert | D-1-80-115-8 Wikidata  | Wohnteil eines ehemaligen Bauernhauses |
| Kaiser-Ludwig-Platz 16 (Standort)   | Ehemaliges Bauernhaus                      | zweigeschossiger Preisdachbau mit Zierbund-Teilen, Ende 18. Jahrhundert, erdgeschossig modern überformt | D-1-80-115-9 Wikidata  | weitere Bilder                         |
| Werdenfelser Straße 2 (Standort)    | Ehemaliges Kleinbauern- und Mittertennhaus | zweigeschossiger Flachsatteldachbau mit Zierbund, bezeichnet 1811 | D-1-80-115-10 Wikidata | weitere Bilder                         |

### Dickelschwaig
| Lage                       | Objekt                  | Beschreibung | Akten-Nr.     | Bild           |
| -------------------------- | ----------------------- | --- | ------------- | -------------- |
| Dickelschwaig 1 (Standort) | Forsthaus Dickelschwaig | zweigeschossiger langgestreckter Flachsatteldachbau mit Putzgliederung, im Kern wohl 17. Jahrhundert, Ende 18. und 19. Jahrhundert | D-1-80-115-12 | weitere Bilder |
| Mühlwaldtratel (Standort)  | Gertrudiskapelle        | sechseckiger barocker Zentralbau mit mächtiger Zwiebelhaube, 1694; mit Ausstattung                                                 | D-1-80-115-11 | weitere Bilder |

### Graswang
| Lage                             | Objekt                     | Beschreibung | Akten-Nr.              | Bild           |
| -------------------------------- | -------------------------- | --- | ---------------------- | -------------- |
| Ortskern (Standort)              | Ensemble Graswang          | historischer Siedlungsbereich des kleinen Gebirgsweilers nördlich der Durchgangsstraße. Seine wenigen Bauernhäuser lagern sich um einen angerartigen Platz; es handelt sich um Einfirsthöfe mit alpenländischem Flachsatteldach. Die Häuser stammen aus dem 17. und späteren 18. Jahrhundert und sind nach Osten, Südosten und Südwesten gerichtet. | E-1-80-115-1           | weitere Bilder |
| Linderhofer Straße 6 (Standort)  | Einhof                     | zweigeschossiger stattlicher Flachsatteldachbau mit Kniestock, Zierbund und Traufbundwerk sowie Laube am Wirtschaftsteil, bezeichnet 1786 | D-1-80-115-13 Wikidata | weitere Bilder |
| Linderhofer Straße 15 (Standort) | Gasthaus zum Fischerwirt   | zweigeschossiger stattlicher Satteldachbau mit Laube, um 1870, geschnitzte Haustür bezeichnet 1869 | D-1-80-115-15          | weitere Bilder |
| Obere Dorfstraße 1 (Standort)    | Ehemaliges Kleinbauernhaus | zweigeschossiger teilweise verputzter Blockbau mit Flachsatteldach und verbrettertem Kniestock, 1. Hälfte 18. Jahrhundert. | D-1-80-115-16 Wikidata | weitere Bilder |
| Untere Dorfstraße 1 (Standort)   | Bauernhaus                 | zweigeschossiger Blockbau mit Flachsatteldach, zweiseitig umlaufender Laube und verschaltem Vordach, 1. Hälfte 17. Jahrhundert. | D-1-80-115-23 Wikidata | weitere Bilder |
| Untere Dorfstraße 3 (Standort)   | Einhof                     | zweigeschossiger Flachsatteldachbau mit verbrettertem hohem Kniestock, Giebellaube und Zierbund, um 1780/90 | D-1-80-115-18 Wikidata | weitere Bilder |
| Untere Dorfstraße 11 (Standort)  | Einhof                     | zweigeschossiger stattlicher Flachsatteldachbau mit verbrettertem Kniestock, Giebellaube, bemaltem Zier- und Vorbund sowie Bundwerk und Laube am Wirtschafteil, bezeichnet 1790 | D-1-80-115-20 Wikidata | weitere Bilder |

### Linderhof
| Lage                             | Objekt                       | Beschreibung | Akten-Nr.                        | Bild            |
| -------------------------------- | ---------------------------- | --- | -------------------------------- | --------------- |
| Linderhof 14 (Standort)          | Gärtnerhaus                  | Flachsatteldachbau mit Bundwerk-Obergeschoss, reichem Zier-, Vorbund, rückwärtiger Überwinterungshalle mit Gewächshaus, Wohnhaus bezeichnet 1903, Gewächshaus von 1878, Überwinterungshalle von 1887          | D-1-80-115-26 Wikidata           | weitere Bilder  |
| Linderhof 23/26 (Standort)       | Schloss Linderhof            | kompakter zweigeschossiger Baukörper mit rustiziertem Sockelgeschoss und dreiachsigem giebelbekröntem Mittelrisalit im Stil Ludwig XV., von Georg von Dollmann für König Ludwig II., 1874–78; mit Ausstattung | D-1-80-115-25 Wikidata           | weitere Bilder  |
| Schloss Linderhof (Standort)     | Gartenparterres              | östlich und westlich des Schlosses barockisierende Gartenparterres bzw. nörd- und südlich Parterre mit Wasserkaskaden und Terrassenanlagen nach dem Vorbild italienischer Renaissancegärten, 1872–78          | D-1-80-115-25 zugehörig Wikidata | Gartenparterres |
| Schloss Linderhof (Standort)     | Südparterre                  | | D-1-80-115-25 zugehörig Wikidata | weitere Bilder  |
| Schloss Linderhof (Standort)     | Nordparterre                 | | D-1-80-115-25 zugehörig Wikidata | weitere Bilder  |
| Schloss Linderhof (Standort)     | Westparterre                 | | D-1-80-115-25 zugehörig Wikidata | weitere Bilder  |
| Schloss Linderhof (Standort)     | Ostparterre                  | | D-1-80-115-25 zugehörig Wikidata | weitere Bilder  |
| Schloss Linderhof (Standort)     | Schlosspark                  | Landschaftspark mit verschiedenen Parkbauten, Laubengängen und Skulpturenschmuck, angelegt von Carl von Effner, 1872–80, Skulpturen von Michael Wagmüller und Johann Nepomuk Hautmann                         | D-1-80-115-25 zugehörig Wikidata | weitere Bilder  |
| Schlosspark Linderhof (Standort) | Katholische Kapelle St. Anna | Satteldachbau mit verschindeltem Zwiebel-Dachreiter, 1684; mit Ausstattung | D-1-80-115-22 Wikidata           | weitere Bilder  |
| Schlosspark Linderhof (Standort) | Königshaus                   | Jagdhaus, zweigeschossiger Satteldachbau, 1874 hierher transferiert; mit Ausstattung | D-1-80-115-25 zugehörig Wikidata | Königshaus      |
| Schlosspark Linderhof (Standort) | Venustempel                  | Monopteros, offener Rundbau mit Venusstatue, Entwurf von Georg von Dollmann, 1875, Figur von Johann Nepomuk Hautmann 1877                                                                                     | D-1-80-115-25 zugehörig Wikidata | weitere Bilder  |
| Schlosspark Linderhof (Standort) | Musikpavillon                | offene historisierende Eisenkonstruktion, um 1876 | D-1-80-115-25 zugehörig Wikidata | weitere Bilder  |
| Schlosspark Linderhof (Standort) | Venusgrotte                  | Grottenanlage, unterirdischer Teich mit Bühne und Königssitz, von August Dirigl nach Entwurf von Fidelis Schabet, 1876/77; mit Ausstattung                                                                    | D-1-80-115-25 zugehörig Wikidata | weitere Bilder  |
| Schlosspark Linderhof (Standort) | Maurischer Kiosk             | Gartentempel, erdgeschossiger Zierbau mit vergoldeter Kuppel und minarettartigen Ecktürmchen, von Karl von Dibitsch, um 1850, 1876 von Ludwig II. angekauft und 1877 aufgestellt                              | D-1-80-115-25 zugehörig Wikidata | weitere Bilder  |

## Ehemalige Baudenkmäler
In diesem Abschnitt sind Objekte aufgeführt, die früher einmal in der Denkmalliste eingetragen waren, jetzt aber nicht mehr. Objekte, die in anderem Zusammenhang also z. B. als Teil eines Baudenkmals weiter eingetragen sind, sollen hier nicht aufgeführt werden. Aktennummern in diesem Abschnitt sind ehemalige, jetzt nicht mehr gültige Aktennummern.

| Lage                                      | Objekt     | Beschreibung                                                                     | Akten-Nr.              | Bild           |
| ----------------------------------------- | ---------- | -------------------------------------------------------------------------------- | ---------------------- | -------------- |
| Graswang Linderhofer Straße 10 (Standort) | Bauernhaus | seltener, zweigeschossiger Blockbau mit Bretterlaube, 1. Hälfte 17. Jahrhundert. | D-1-80-115-14 Wikidata | weitere Bilder |

## Abgegangene Baudenkmäler
In diesem Abschnitt sind Objekte aufgeführt, die früher einmal in der Denkmalliste eingetragen waren, jetzt aber nicht mehr existieren, z. B. weil sie abgebrochen wurden. Aktennummern in diesem Abschnitt sind ehemalige, jetzt nicht mehr gültige Aktennummern. 

| Lage                                   | Objekt         | Beschreibung                         | Akten-Nr.              | Bild |
| -------------------------------------- | -------------- | ------------------------------------ | ---------------------- | ---- |
| Graswang Obere Dorfstraße 5 (Standort) | Getreidekasten | erdgeschossig, Ende 16. Jahrhundert. | D-1-80-115-17 Wikidata | BW   |